# Iwan Popow (wojskowy)
Iwan Iwanowicz Popow (ros. Иван Иванович Попов; ur. 30 stycznia 1975 r.) – rosyjski wojskowy, generał major.

## Życiorys
Urodził się 30 stycznia 1975 r. w rejonie daniłowskim obwodu wołgogradzkiego. Od 1992 r. studiował w Moskiewskiej Wojskowej Wyższej Szkole Dowódczej i został dowódcą plutonu w 56 Samodzielnej Gwardyjskiej Brygadzie Powietrznodesantowej w Północnokaukaskim Okręgu Wojskowym i wraz z tym oddziałem wojskowy walczył podczas II wojny czeczeńskiej. Po wojnie pozostał w Północnokaukaskim Okręgu Wojskowym i brał udział w wojnie z Gruzją w 2008 r. Zasłużył się w czasie tego konfliktu.
W 2015 r. ukończył studia w Wojskowej Akademii Sztabu Generalnego Sił Zbrojnych Federacji Rosyjskiej i objął funkcję dowódcy 33 Gwardyjskiej Dywizji Strzeleckiej, a potem do 2017 r. dowodził 20 Gwardyjską Dywizją Zmechanizowaną. W 2018 r. został szefem sztabu 22 Korpusu Armijnego Floty Czarnomorskiej na okupowanym Krymie. Do 2022 r. był szefem sztabu 11 Korpusu Armijnego Federacji Rosyjskiej Floty Bałtyckiej w obwodzie królewieckim.
Podczas inwazji na Ukrainę został w czerwcu 2022 r. dowódcą sił w rejonie Bałaklii, które we wrześniu musiały wycofać się pod naporem sił ukraińskich. Pomimo tego niepowodzenia w marcu  2023 r. awansowany został do stopnia generała majora. W miejsce Michaił Zuśko od czerwca 2023 r. dowodził rosyjską 58. Armią, która zatrzymała ukraińską ofensywę na froncie zaporoskim. Kiedy doszło do buntu Jewgienija Prigożyna, Popow został odwołany ze stanowiska kilka dni później (11 lipca 2023 r.) i wysłany do Syrii, gdzie został zastępcą dowódcy rosyjskiego kontyngentu. Po jego dymisji do mediów wyciekła wiadomość głosowa, w której Popow skarżył się, że jego odwołanie było wynikiem składanych przez niego skarg na zaopatrzenie oddziałów i brak wsparcia artyleryjskiego.
W maju 2024 r. został oskarżony o defraudację, za co groził mu wyrok sześciu lat pozbawienia wolności, aresztowany i usunięty z armii. Popularny wśród blogerów wojennych i weteranów, był w mediach społecznościowych powszechnie broniony przed tymi zarzutami. Przez zwolenników był nazywany Spartakusem. W marcu 2025 r. napisał szeroko rozpowszechniony w mediach list otwarty do Władimira Putina, będący samokrytyką, w którym zadeklarował chęć powrotu na front. Ministerstwo obrony przychyliło się do jego prośby, zgadzając się by w razie korzystnego dla niego wyroku sądowego, dowodził oddziałami Szturm Z, złożonymi ze więźniów-ochotników, które były używane jako oddziały szturmowe. Ostatecznie jednak sąd garnizonowy w Tambowie uznał go winnym i skazał na 5 lat pozbawienia wolności w łagrze.
Za zasługi otrzymał m.in. Order Kutuzowa